# Ridka, Teofipol
Ridka (în ucraineană Рідка) este un sat în comuna Berejînți din raionul Teofipol, regiunea Hmelnîțkîi, Ucraina.

## Demografie
Componența lingvistică a localității Ridka
     Ucraineană (96,04%)
     Rusă (3,96%)
Conform recensământului din 2001, majoritatea populației localității Ridka era vorbitoare de ucraineană (96,04%), existând în minoritate și vorbitori de rusă (3,96%).